# Ingrandes-Le Fresne sur Loire
Ingrandes-Le Fresne sur Loire is een voormalige gemeente in het Franse departement Maine-et-Loire in de regio Pays de la Loire. De gemeente telde 2.687 inwoners op 1 januari 2020.

## Geschiedenis
De gemeente is ontstaan op 1 januari 2016 door het samenvoegen van de toenmalige gemeenten Le Fresne-sur-Loire en Ingrandes. Hiertoe werd Le Fresne-sur-Loire op 23 december 2015 werd overgeheveld van kanton Ancenis, het arrondissement Ancenis het departement Loire-Atlantique naar het kanton Chalonnes-sur-Loire, het arrondissement Angers en het departement Maine-et-Loire, waartoe Ingrandes al behoorde.
Op 1 januari 2024 fuseerde Ingrandes-Le Fresne sur Loire met de belendende gemeente Saint-Sigismond tot de gemeente Ingrandes-le-Fresne-sur-Loire.

## Geografie
De oppervlakte van Ingrandes-Le Fresne sur Loire bedroeg op 1 januari 2020 12,94 vierkante kilometer; de bevolkingsdichtheid was toen 207,7 inwoners per km².

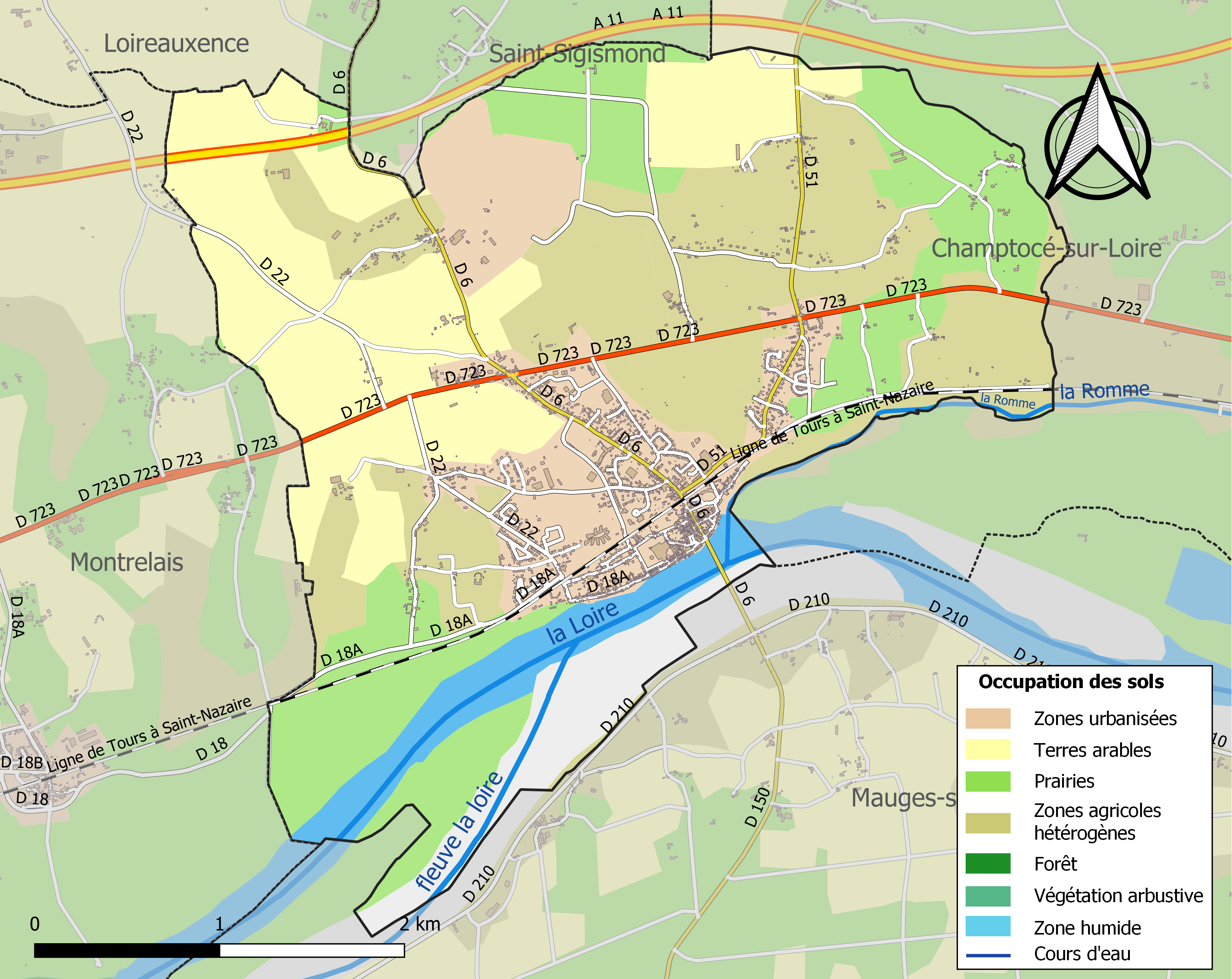
Kaart van de gemeente met de belangrijkste infrastructuur, bodemgebruik en omliggende gemeenten

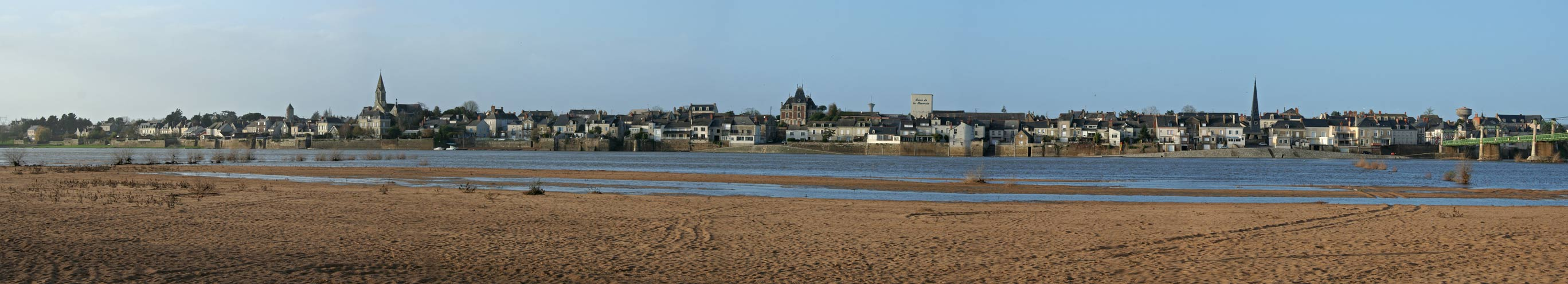
Le Fresne-sur-Loire (links) en Ingrandes (rechts), gezien vanaf de overzijde van de Loire.